# Archives départementales de l'Yonne
Les archives départementales de l'Yonne sont un service du conseil départemental de l'Yonne, chargé de collecter les archives, de les classer, les conserver et les mettre à la disposition du public.

## Fonds
De nombreux documents y sont conservés tels que les archives de l'ancienne léproserie de Pontfrault ou les procès-verbaux et plans d'intendance du cadastre de Bertier de Sauvigny.

## Directeurs
- 1833-1879 : Mathieu-Maximilien Quantin ;
- 1879-1897 : Francis Molard ;
- 1897-1900 : Charles Schmidt ;
- 1900-1932 : Charles Porée ;
- 1932-1966 : Henri Forestier ;
- 1967-1988 : Claude Hohl ;
- 2008-2017 : Pierre-Frédéric Brau ;
- 2017-2022 : Anne-Marie Bruleaux ;
- Depuis 2022 : Damien Vaisse

## Pour approfondir